# Katzenberg (Nossen)
Katzenberg ist ein Gemeindeteil der sächsischen Stadt Nossen im Landkreis Meißen.

## Geografie
Katzenberg liegt etwa 6 Kilometer nordöstlich von Nossen in der Mitte Sachsens. Durch den Ort führt in Süd-Nord-Richtung die Bundesstraße 101 Freiberg–Meißen.
Nachbarorte von Katzenberg sind Nössige und Barnitz im Norden, Soppen und Wuhsen im Nordosten, Heynitz im Osten, Wunschwitz und Mahlitzsch im Südosten, Wendischbora und Gohla im Südwesten, Radewitz im Westen sowie Karcha und Schrebitz im Nordwesten.

## Geschichte

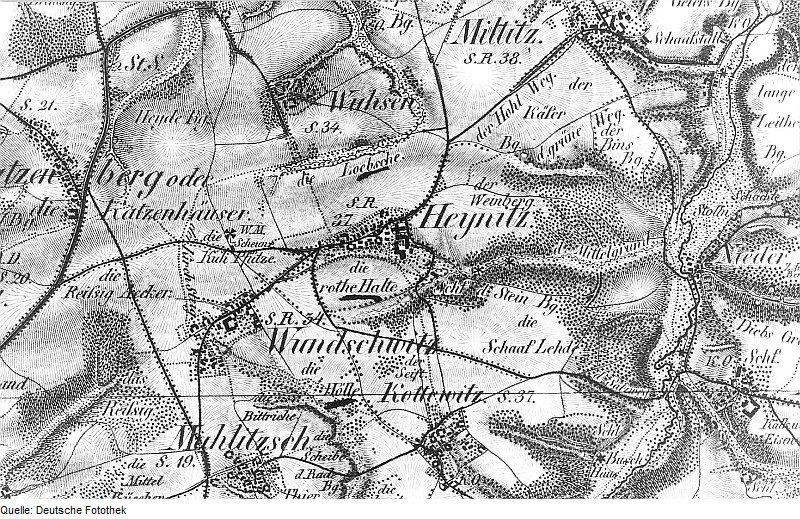
Katzenberg oder die Katzenhäuser auf einer Karte von Hermann Oberreit (vor 1843)

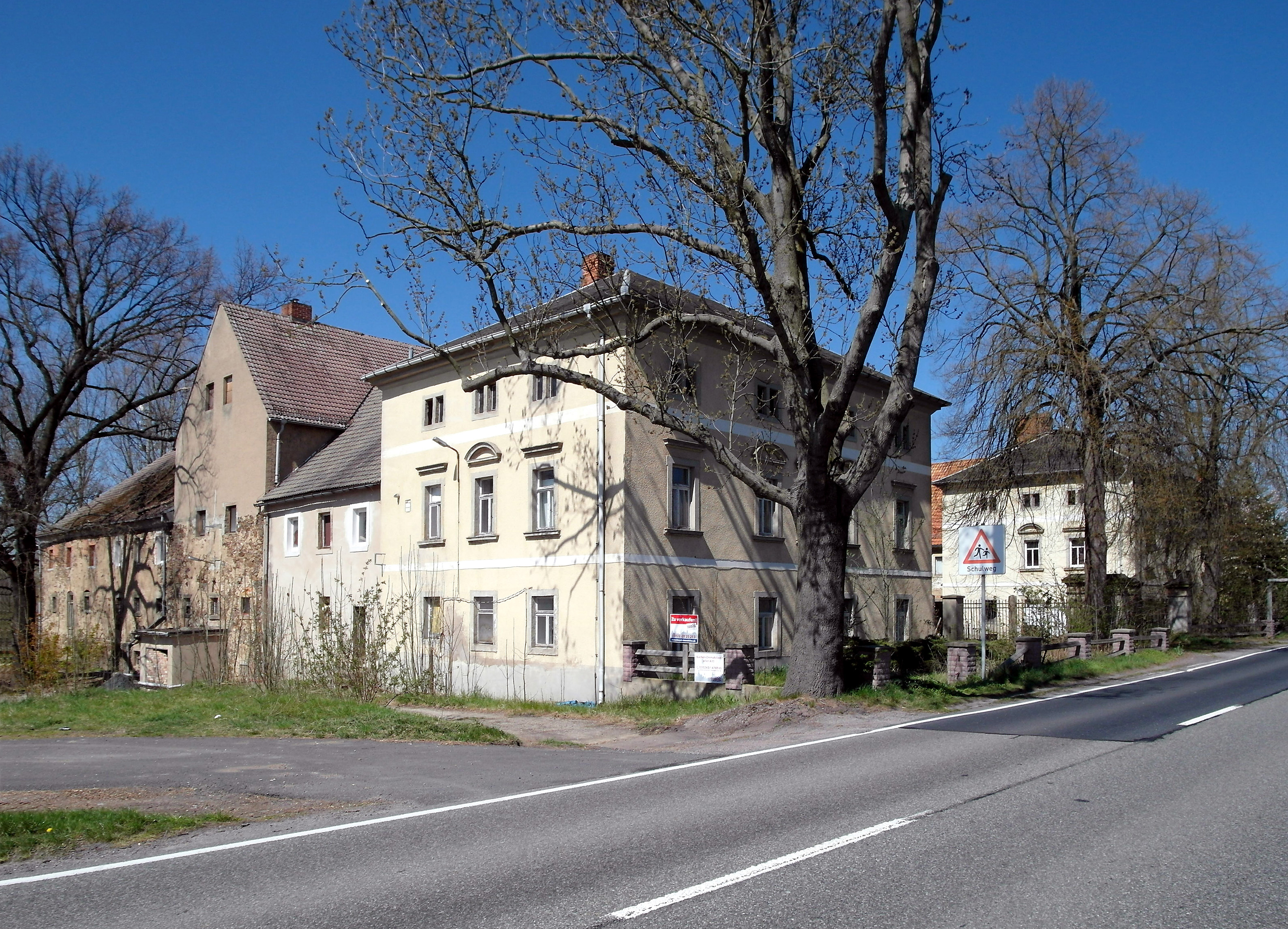
Freigut Katzenberg

Die erste belegte Ortsnamenform datiert um 1600 als das Holtz der Katzenberg, 1662 wird eine Schenke genannt. 1737 wurde ein Vorwerk angelegt, um das sich die spätere Siedlung bildete.
August Schumann nennt 1817 im Staats-, Post- und Zeitungslexikon von Sachsen Katzenberg betreffend u. a.:

„Der Ort hat den Namen vom Katzenberge, auf welchem er liegt, […]. Das Dörfchen ist mit einem Gasthofe versehen, gehört schriftsässig zum Rittergute Raußlitz und ist nach Raußlitz eingepfarrt. – Historisch denkwürdig ist die hiesige Gegend durch die feste Stellung, welche das Corps des Prinzen Heinrich, ein ganzes Jahr hindurch (1762–1763) genommen hatte, um die Noßner Straße zu beherrschen. Noch ist davon eine ziemlich gut erhaltene, aber mit Holz bewachsene Schanze übrig. […] In den Bauernunruhen des Jahres 1790 versammelten sich hier im August über 1000 unruhige Köpfe der Gemeinden Wendisch-Bora, Obereule, Neu-Mergenthal etc., und droheten, die Stadt Meißen zu ruiniren, wenn man nicht einige ihrer Kammeraden aus Obereule herausgäbe, welcher sich das Amt als Rädelsführer bemächtigt hatte. Im Drang der Umstände, und weil die Besatzung zu schwach war, mußte man auch wirklich dem Ansinnen der Rebellen nachgeben.“

1935 wurde Katzenberg nach Ilkendorf eingemeindet. Zum 1. Januar 1973 wurde die Gemeinde Ilkendorf in die Gemeinde Heynitz eingegliedert. Letztere wurde am 1. Januar 2003 in die Stadt Nossen eingegliedert, womit Katzenberg seitdem ein Gemeindeteil von Nossen ist.

## Entwicklung der Einwohnerzahl
| Jahr | Einwohnerzahl                |
| ---- | ---------------------------- |
| 1800 | 1 besessene Mann, 20 Häusler |
| 1834 | 79                           |
| 1871 | 80                           |

| Jahr | Einwohnerzahl |
| ---- | ------------- |
| 1890 | 109           |
| 1910 | 69            |
| 1925 | 70            |

## Sehenswürdigkeiten

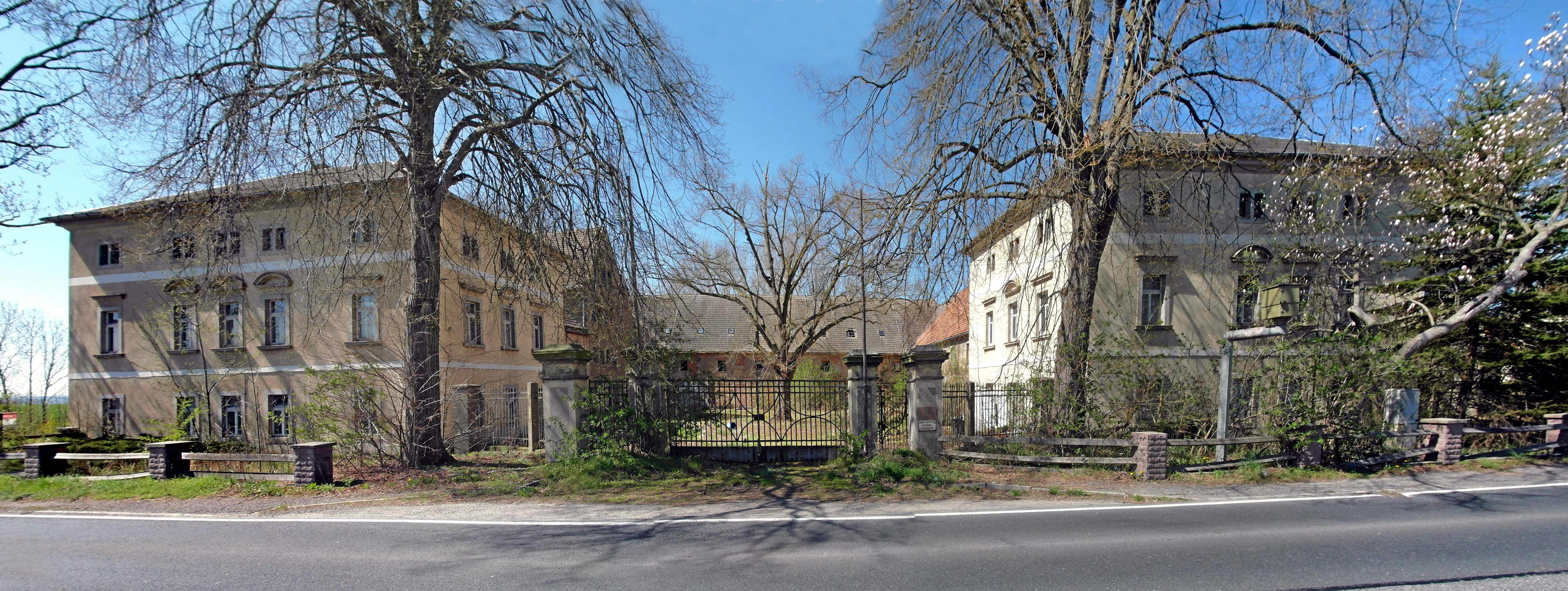
Freigut Katzenberg

Das Freigut Katzenberg wurde von 1890 bis 1895 als umfänglicher Gutskomplex errichtet und 1911 um Wirtschaftsgebäude erweitert. Seit 2021 dient das Freigut als Spielfeld des M.S.A e. V.

## Belege
1. ↑  Stadt Nossen – Zahlen und Daten – Einwohnerentwicklung in den Ortsteilen. In: Stadt Nossen. Abgerufen am 25. September 2021.
2. 1 2 3  Vgl. Katzenberg im Historischen Ortsverzeichnis von Sachsen
3. ↑  Vgl. Katzenberg. In: August Schumann: Vollständiges Staats-, Post- und Zeitungslexikon von Sachsen. 4. Band. Schumann, Zwickau 1817, S. 484.
4. ↑  Gebietsänderungen ab 1. Januar 2003 bis 31. Dezember 2003 auf der Internetpräsenz des Statistischen Landesamtes des Freistaats Sachsen, S. 1 (PDF; 13 kB), abgerufen am 28. Januar 2012.
5. ↑  Freistaat Sachsen, Staatsministerium des Inneren: Besonders gefährdete Kulturdenkmale im Freistaat Sachsen: Bürgerhäuser, Bauernhäuser, Schriftenreihe für Baukultur, Architektur, Denkmalpflege, Reihe B, Bulletin 2, Dresden 1995, S. 143.